# María Jimena Duzán
María Jimena Duzán Sáenz (Bogotá, 14 de diciembre de 1960) es una periodista y politóloga colombiana. Se ha desempeñado en varios de los más importantes medios de comunicación del país como El Espectador, El Tiempo y la Revista Semana donde trabajó desde junio de 2008 hasta noviembre de 2020; también hizo parte de la mesa de trabajo de La W de Caracol Radio entre 2020 y 2021. También ha escrito para medios internacionales. Duzán se caracterizaría por ser una de las periodistas más críticas del gobierno de Álvaro Uribe.

## Biografía
María Jimena Duzán comenzó a escribir a la edad de 16 años cuando hizo una carta a su fallecido padre Lucio Duzán que entregó al entonces director del diario El Espectador Guillermo Cano quien la publicó y le dio un espacio de opinión en el diario llamado "Mi hora cero", lo que la convirtió en una de las columnistas más jóvenes del país. Duzán estudió Ciencias Políticas en la Universidad de los Andes y en París y pasó a ser parte del equipo de investigación del diario El Espectador donde a la edad de 30 años ya era reportera, editora internacional y continuaba escribiendo su columna de opinión, su tutor Guillermo Cano fue asesinado por sicarios al servicio del narcotraficante Pablo Escobar en 1986 y Duzán fue amenazada de muerte varias veces por las opiniones expresadas en su columna mientras que el diario El Espectador fue objeto de un atentado terrorista en 1989 por parte de las mafias del narcotráfico.
Duzán fundó en la Universidad de los Andes el primer postgrado de periodismo del país del cual fue directora por 5 años y obtuvo la beca Nieman en la Universidad de Harvard. Escribió para medios internacionales como The Wall Street Journal, Newsday y Marie Claire y durante tres años se desempeñó como cónsul de Colombia en Barcelona. En 1990 su hermana, la también periodista Silvia Duzán, fue asesinada a la edad de 30 años en Cimitarra, Santander junto a tres personas por parte de grupos paramilitares cuando realizaba un informe para la BBC de Londres sobre la violencia política en el Magdalena Medio. El entonces esposo de Silvia, el economista Salomon Kalmanovitz se encargaría de reclamar el cuerpo entregado por el Ejército y comunicar la noticia a María Jimena. Ese mismo año María Jimena es galardonada con el premio "Courage Award" (Premio al Coraje) junto a otras tres periodistas de diferentes países que entrega la Fundación Internacional de Mujeres y Prensa (IWMF) a "mujeres periodistas reporteras de noticias en difíciles circunstancias", el premio se lo dedicó a las personas que han dado su vida por la democracia y en especial a su hermana Silvia.
Entre 1992 y 1993 Duzán escribió para la Revista Semana. En 1994 publicó en Estados Unidos con la editorial Harper Collins el libro Death Beat: "a Colombian journalist's life inside the cocaine wars", en el que relata sus días como reportera en el diario El Espectador, el libro fue titulado en español "Crónicas que matan" y tuvo importantes índices de ventas tanto en Colombia como en Estados Unidos. Más tarde se vincula al diario El Tiempo por varios años como columnista.
En 2005 recibió el Premio de Periodismo Simón Bolívar como periodista del año. En 2008, con el regreso de El Espectador a circulación diaria, se dan varios movimientos de periodistas de opinión en los medios, María Jimena Duzán abandona su labor en El Tiempo y regresa a la revista Semana cuyo columnista el escritor Héctor Abad Faciolince había abandonado la publicación para vincularse a El Espectador, mientras que la también columnista de la revista María Isabel Rueda pasó al diario El Tiempo donde laboraba Duzán.
Durante su paso por la revista Semana además de ser columnista e investigadora, condujo el programa semanal Semana en Vivo, donde moderaba una mesa redonda donde los invitados analizaban temas de la vida política nacional e internacional. Tras la adquisición de la revista por parte del Grupo Gillinsky y el nombramiento de Vicky Davila como directora donde la revista cambió drásticamente su línea editorial, Duzán renunció de la misma manera como lo hicieron varios periodistas que trabajaron durante décadas en dicha publicación.
Entre 2020 y 2021 trabajó para el programa de las mañanas de La W de Caracol Radio bajo la dirección de Julio Sánchez Cristo.
En 2021 Duzán inició proyectos independientes destacándose su podcast A Fondo, transmitido a través de la plataforma Spotify llegando a ser reconocido como el podcast colombiano más escuchado en dicha plataforma. En 2022 se vinculó a la Revista Cambio como columnista.

## Vida personal
En 1995 contrajo matrimonio con el músico Óscar Acevedo con quien tuvo dos hijas, Beatriz y Matilde.[cita requerida]

## Libros publicados
María Jimena Duzán ha publicado algunos libros de investigación periodística:
- Death Beat (1994), publicado por Harper Collins, en Estados Unidos, y por Tercer Mundo con el título de Crónicas que matan, relata sus días como reportera y columnista del diario El Espectador.
- Así gobierna Uribe (2004) ISBN 958-42-1007-6, Editorial Planeta. Perfil crítico del presidente Álvaro Uribe.
- Mi viaje al infierno (2010) editorial norma, libro que narra los hechos en los que murió su hermana.
- Santos. Paradojas de la paz y del poder (2018).

### Mi viaje al infierno
En 2010 publicó Mi viaje al infierno, donde narra la historia del asesinato de su hermana Silvia Duzán en la masacre de Cimitarra el 26 de febrero de 1990 a manos de grupos paramilitares. Relata además la indignación por la impunidad del crimen y de otros crímenes similares ocurridos en el Magdalena Medio.